# 4-Nonenal
4-Nonenal ist eine chemische Verbindung aus der Gruppe der Aldehyde, die in zwei konfigurationsisomeren Formen vorkommt.

## Vorkommen

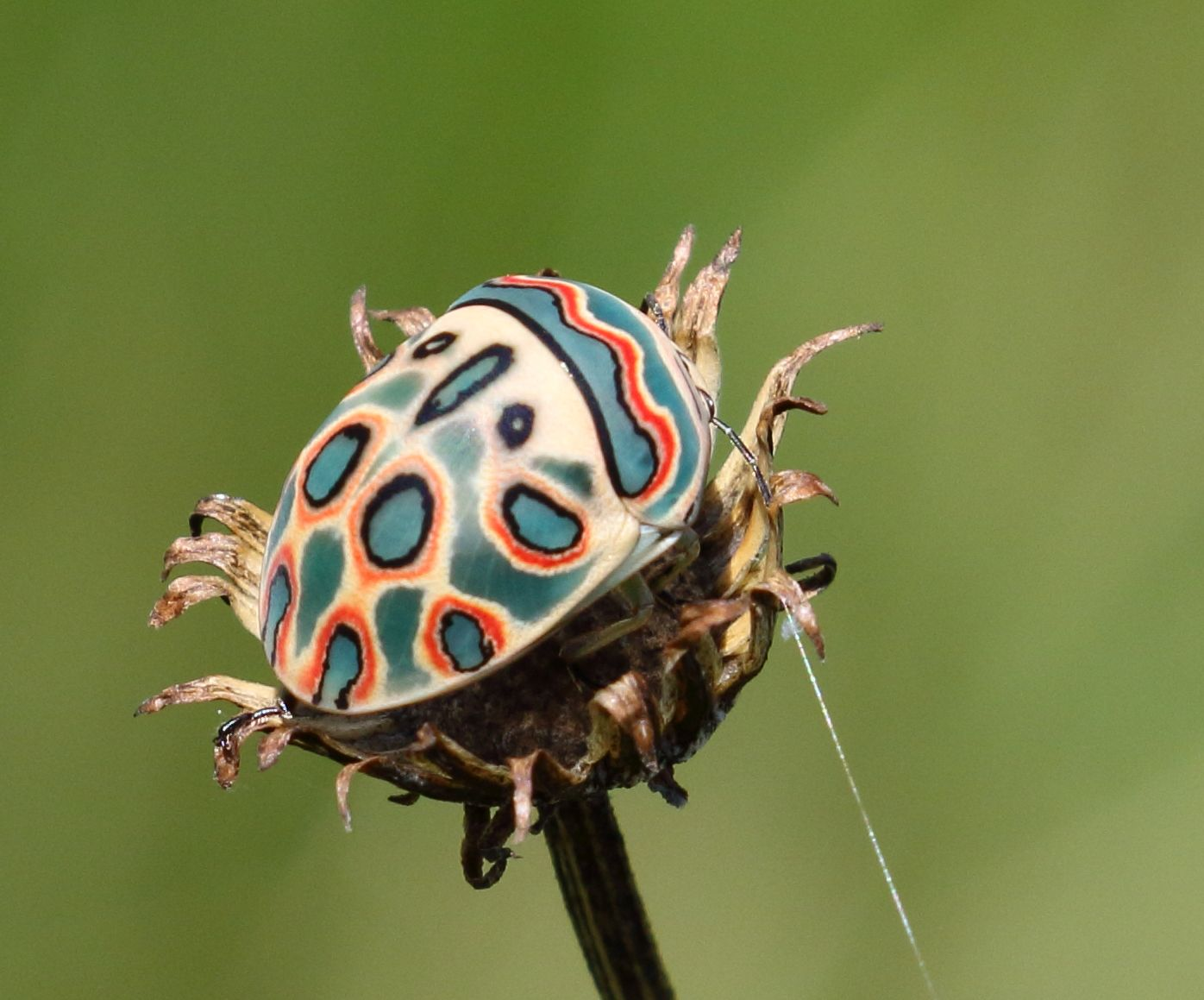
Käfer Sphaerocoris annulus

(Z)-4-Nonenal kommt natürlich in männlichen Käfern der Gattung Sphaerocoris annulus vor.

## Eigenschaften
(E)-4-Nonenal ist eine farblose bis gelbliche Flüssigkeit mit fruchtigem Geruch, die schlecht löslich in Wasser ist.

## Verwendung
(E)-4-Nonenal wird als Aromastoff verwendet.